# Hadrodactylus tiphae
Hadrodactylus tiphae är en stekelart som först beskrevs av Geoffroy 1785.  Hadrodactylus tiphae ingår i släktet Hadrodactylus och familjen brokparasitsteklar. Arten är reproducerande i Sverige. Utöver nominatformen finns också underarten H. t. balcanicus.